# Lefaia, Mureș
Lefaia este un sat în comuna Crăiești din județul Mureș, Transilvania, România.

## Învățământ
Nu are școală; cea mai apropiată școală este situată la 4 km de sat, fie în Crăiești, centrul de comună, sau in comuna vecină Fărăgău.
Cea mai grea problemă a locuitorilor este lipsa sursei de apă potabilă, satul fiind așezat pe o colină înaltă, pânza freatică fiind la mare adâncime. Populația este foarte îmbătrânită, media de vârstă fiind undeva la 60-63 de ani

## Imagini

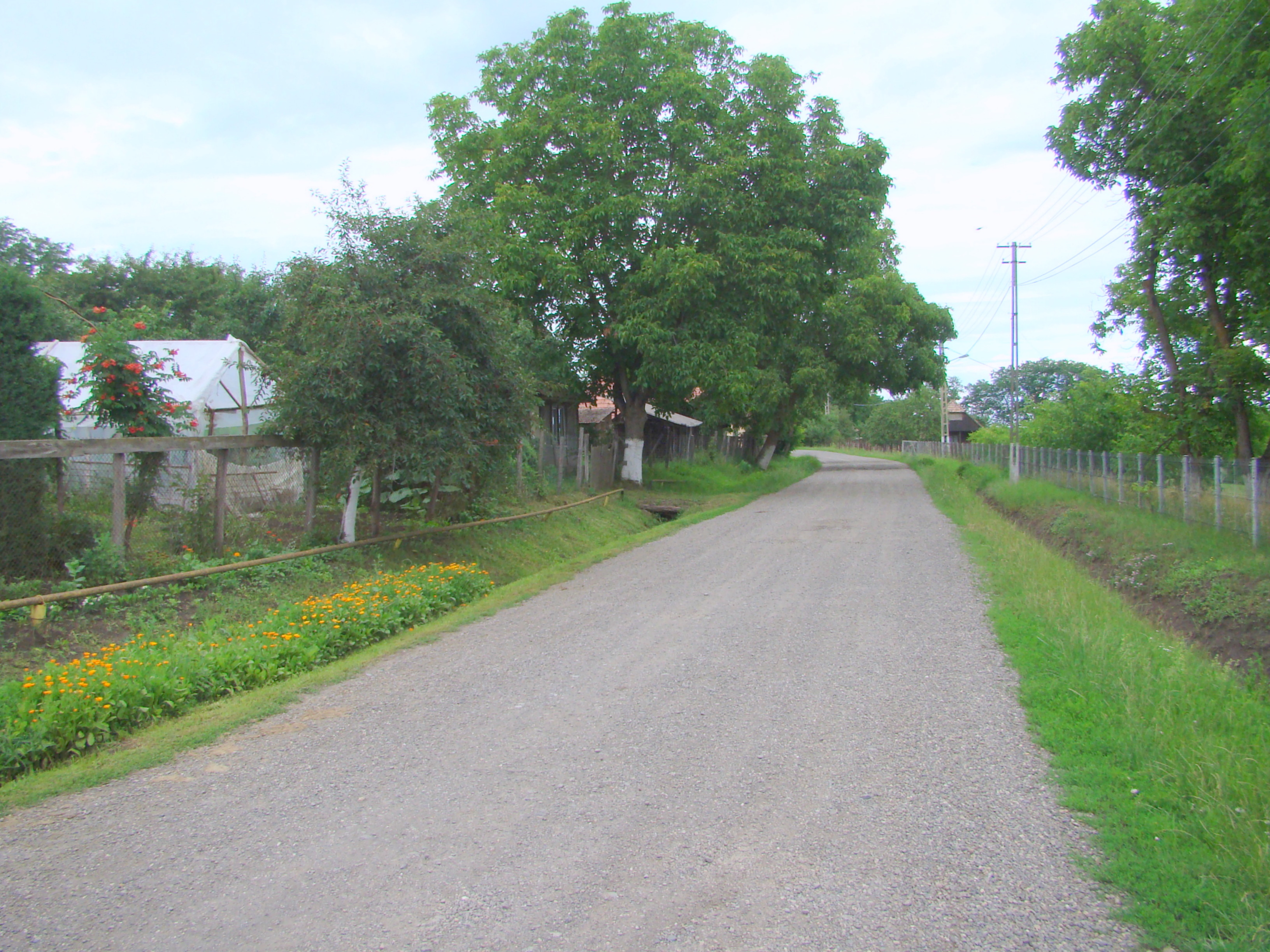
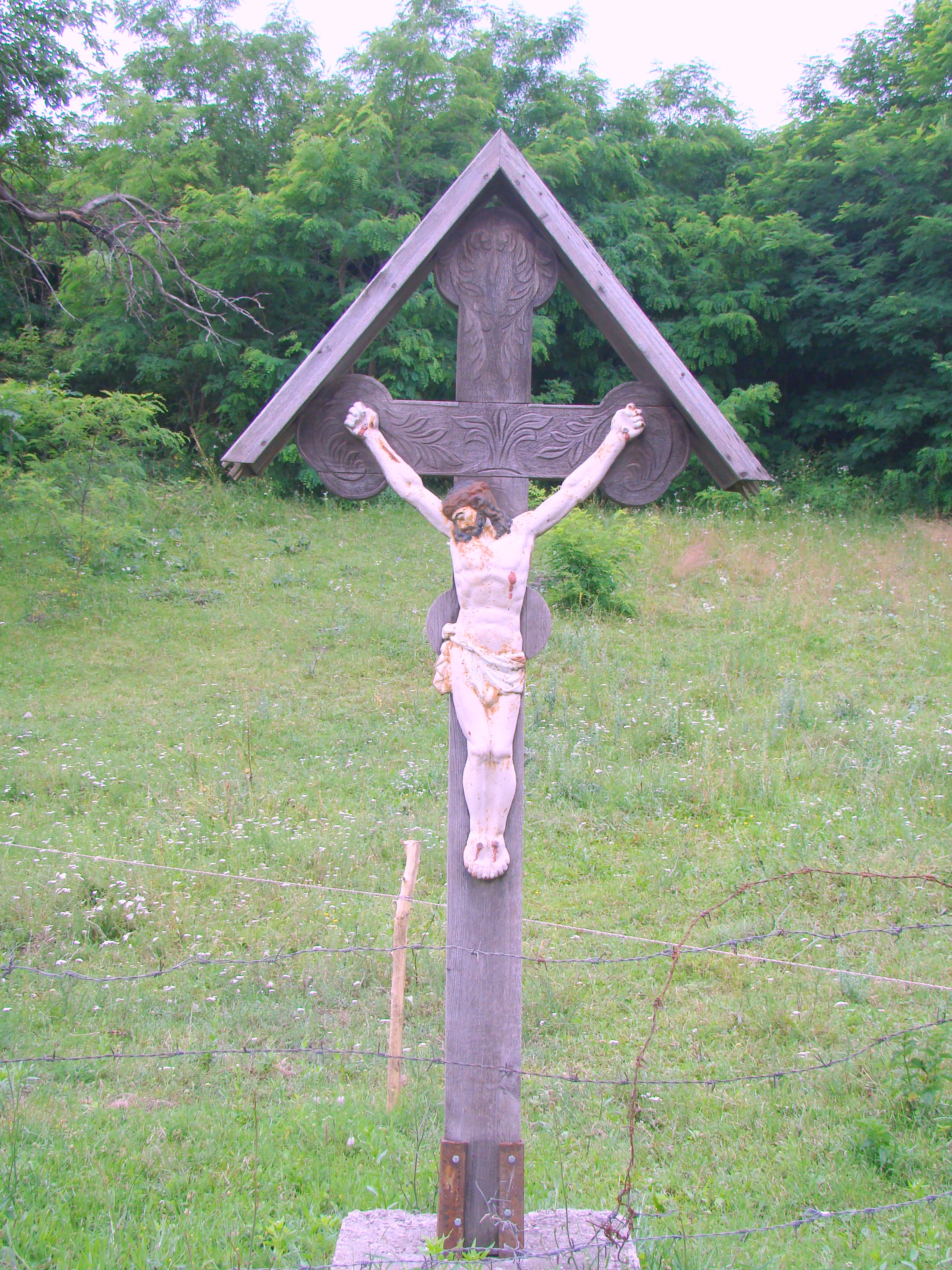
Troița de la intrarea în localitate
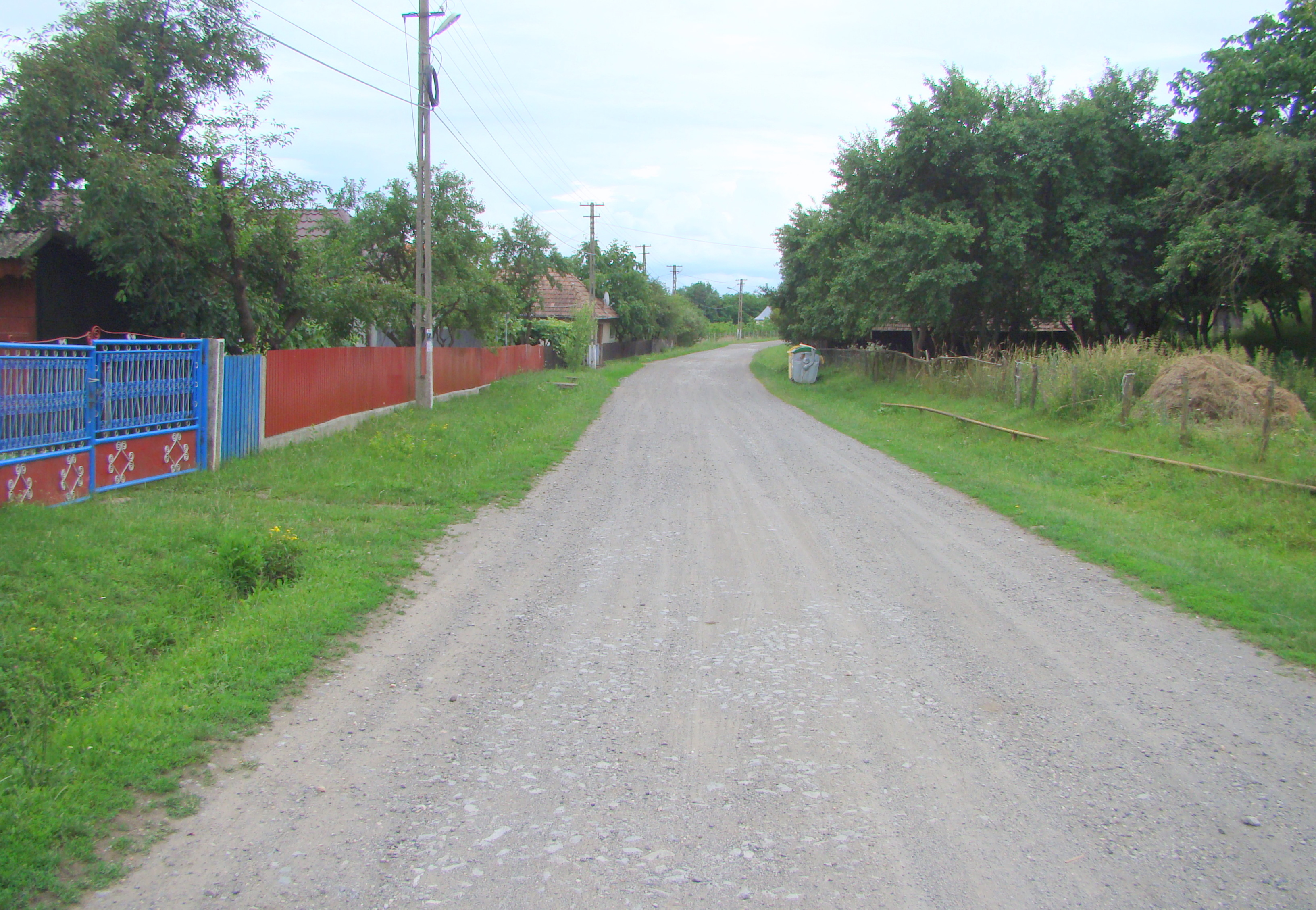
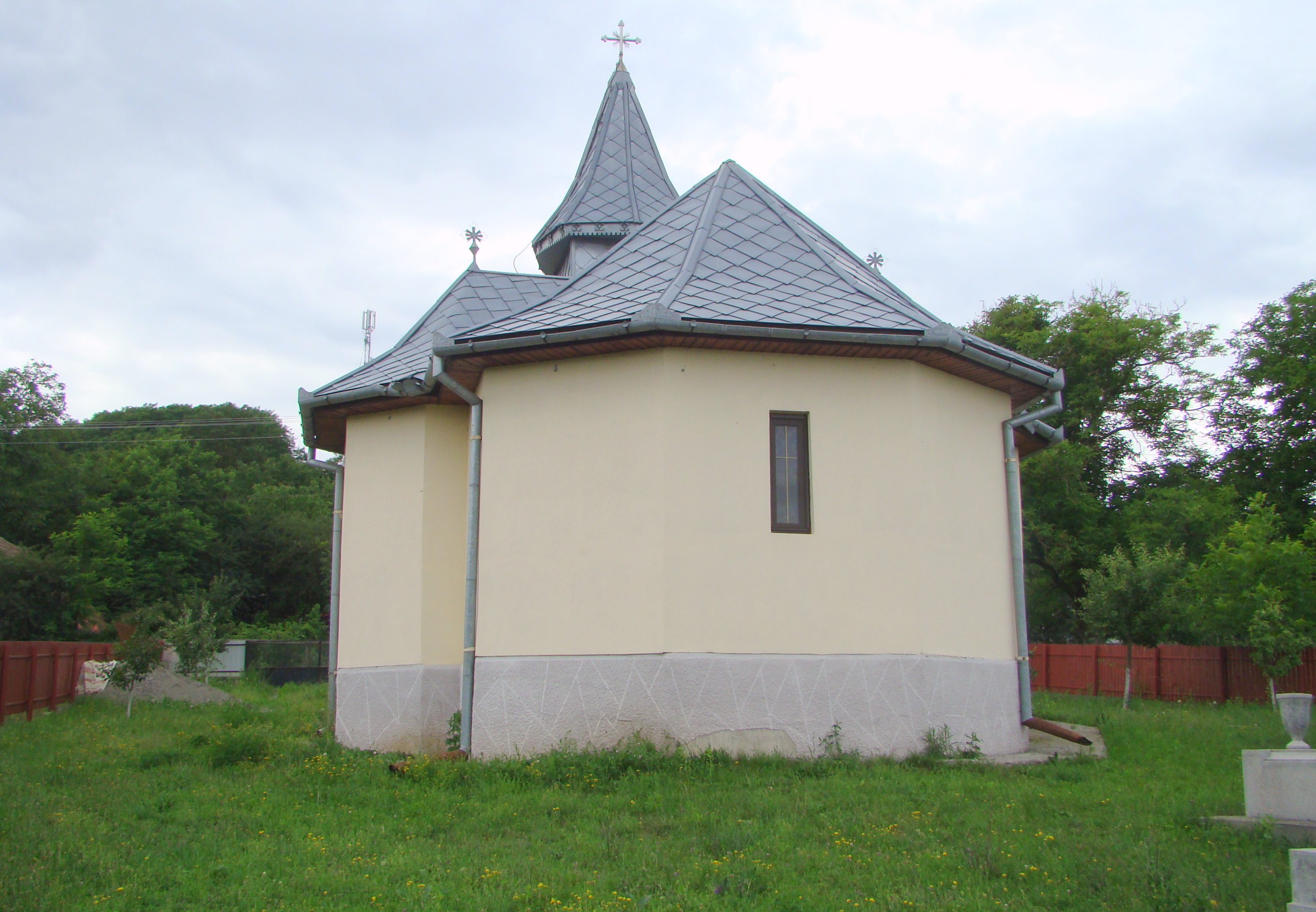
Biserica ortodoxă
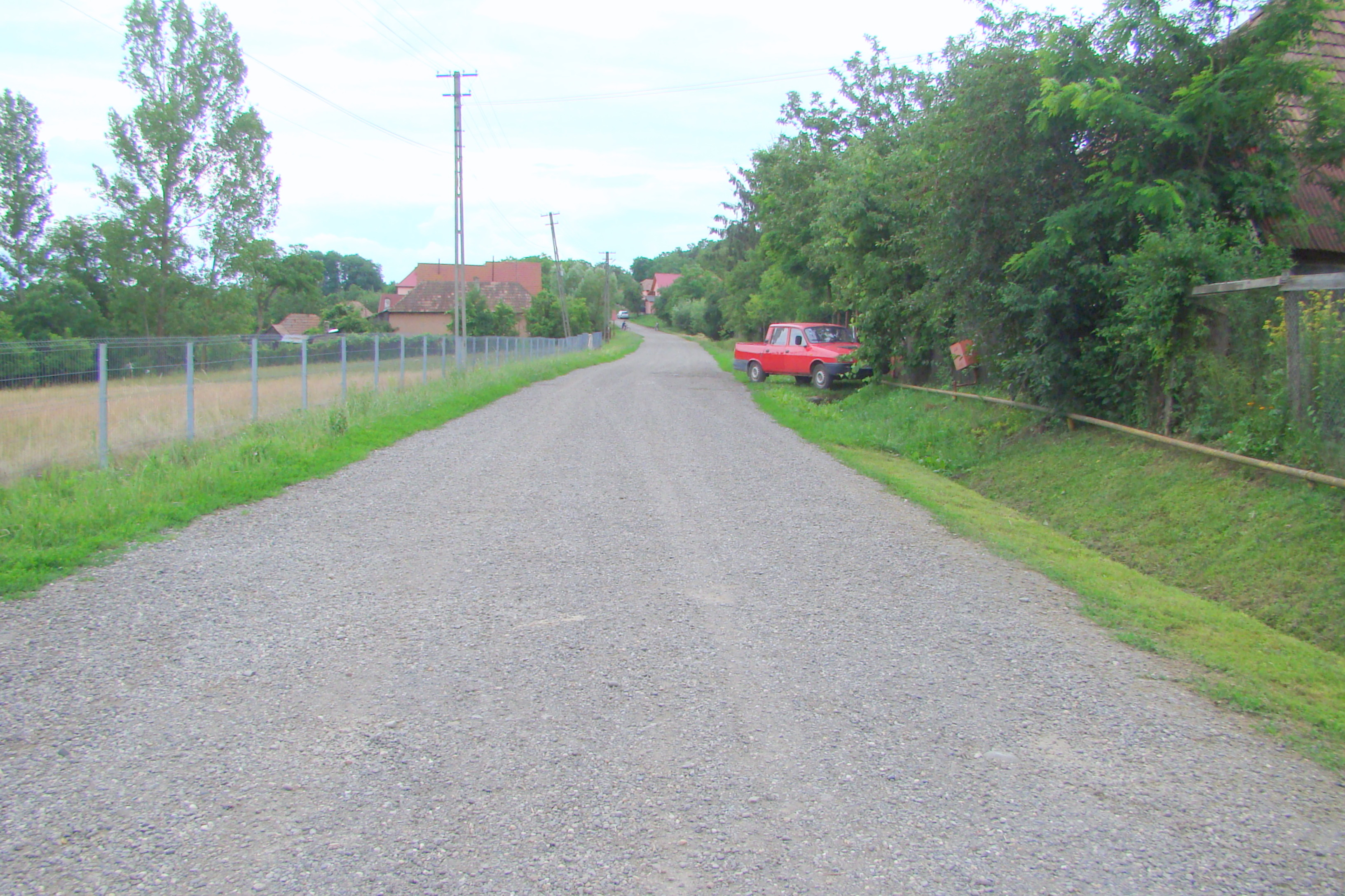
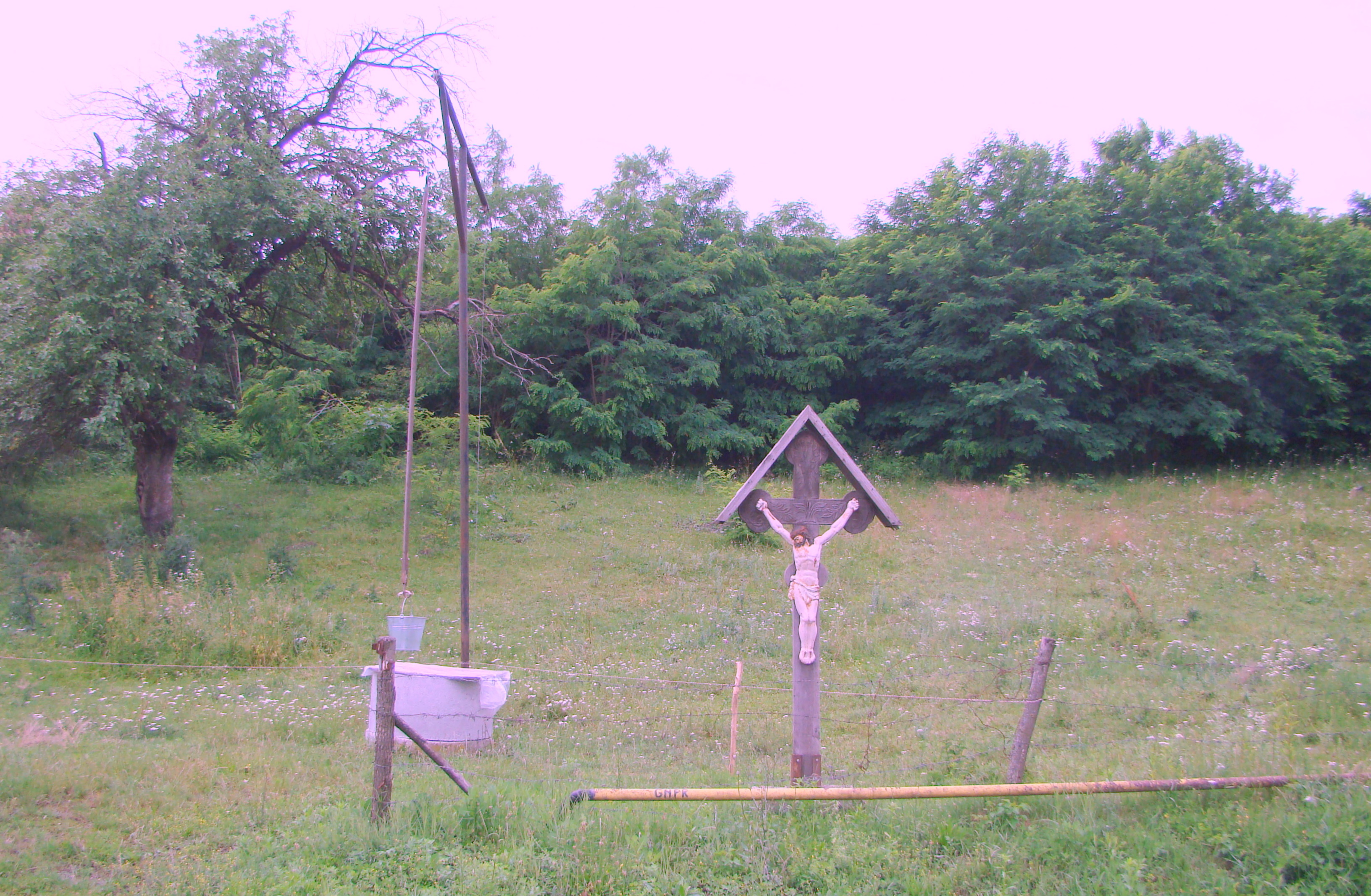